# Чарнковско-Тшцянецкий повет
Чарнковско-Тшцянецкий повет (пол. Powiat czarnkowsko-trzcianecki) — повет (район) в Польше, входит как административная единица в Великопольское воеводство. Центр повета — город Чарнкув. Занимает площадь 1808,19 км². Население — 87 890 человек (на 31 декабря 2015 года).

## Административное деление
- города: Чарнкув, Кшиж-Велькопольски, Тшцянка, Велень
- городские гмины: Чарнкув
- городско-сельские гмины: Гмина Кшиж-Велькопольски, Гмина Тшцянка, Гмина Велень
- сельские гмины: Гмина Чарнкув, Гмина Дравско, Гмина Любаш, Гмина Полаево

## Демография
Население повета дано на 31 декабря 2015 года.
| Перепись            | Всего | Мужчины | Женщины |
| ------------------- | ----- | ------- | ------- |
| Всего               | 87890 | 43534   | 44356   |
| Городское население | 40496 | 19575   | 20921   |
| Сельское население  | 47394 | 23959   | 23435   |